# Ales (Sardinien)
Ales (sardisch Abas), der Hauptort der Marmilla, ist eine Gemeinde in der Provinz Oristano auf Sardinien in Italien mit 1257 Einwohnern (Stand 31. Dezember 2023). 

## Lage und Daten
Ales liegt am Fuß des Monte Arci, einem Vulkankegel. Diese Region hat immer eine entscheidende Rolle in der Wirtschaft der Marmilla eingenommen. Ales war einst die kleinste Stadt mit Bischofssitz in Italien.
Die Nachbargemeinden sind Albagiara, Curcuris, Gonnosnò, Marrubiu, Morgongiori, Palmas Arborea, Pau, Santa Giusta, Usellus und Villa Verde.

## Sehenswürdigkeiten

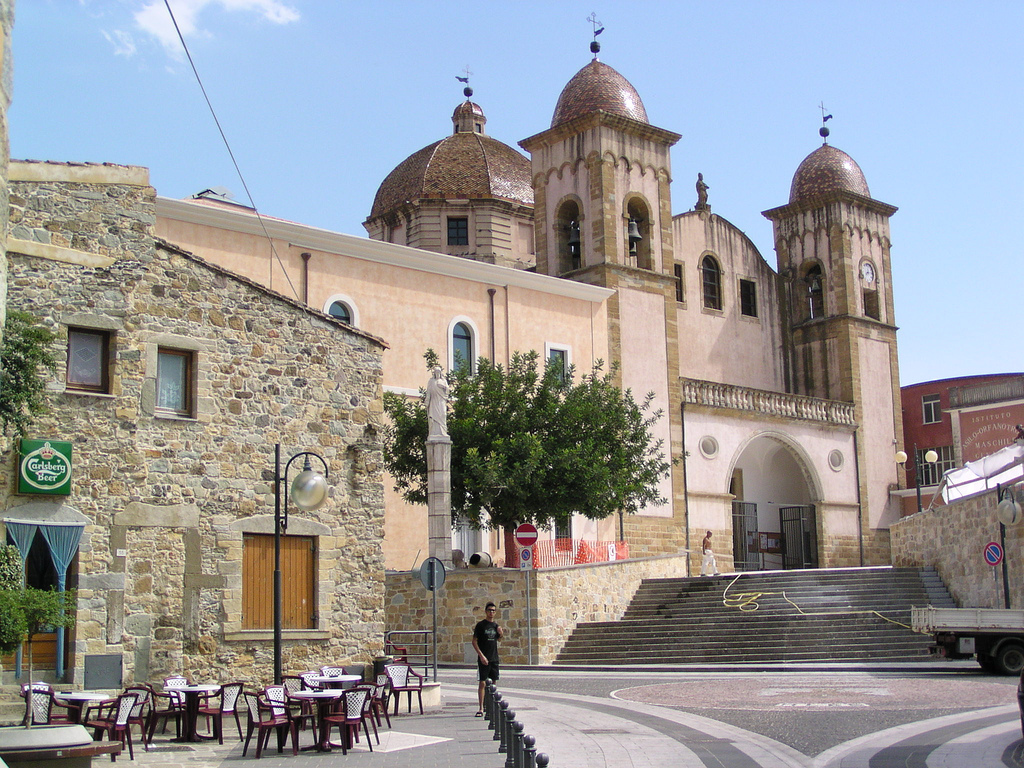
Cattedrale dei Santi Pietro e Paolo

- Cattedrale dei Santi Pietro e Paolo, Kathedrale aus dem 17. Jahrhundert

## Söhne und Töchter der Stadt
- Antonio Gramsci (1891–1937), Schriftsteller, Politiker (Begründer der italienischen KP) und Philosoph.
- Fernando Atzori (1942–2020), olympischer Goldmedaillengewinner im Boxen